# Гайо (язык)

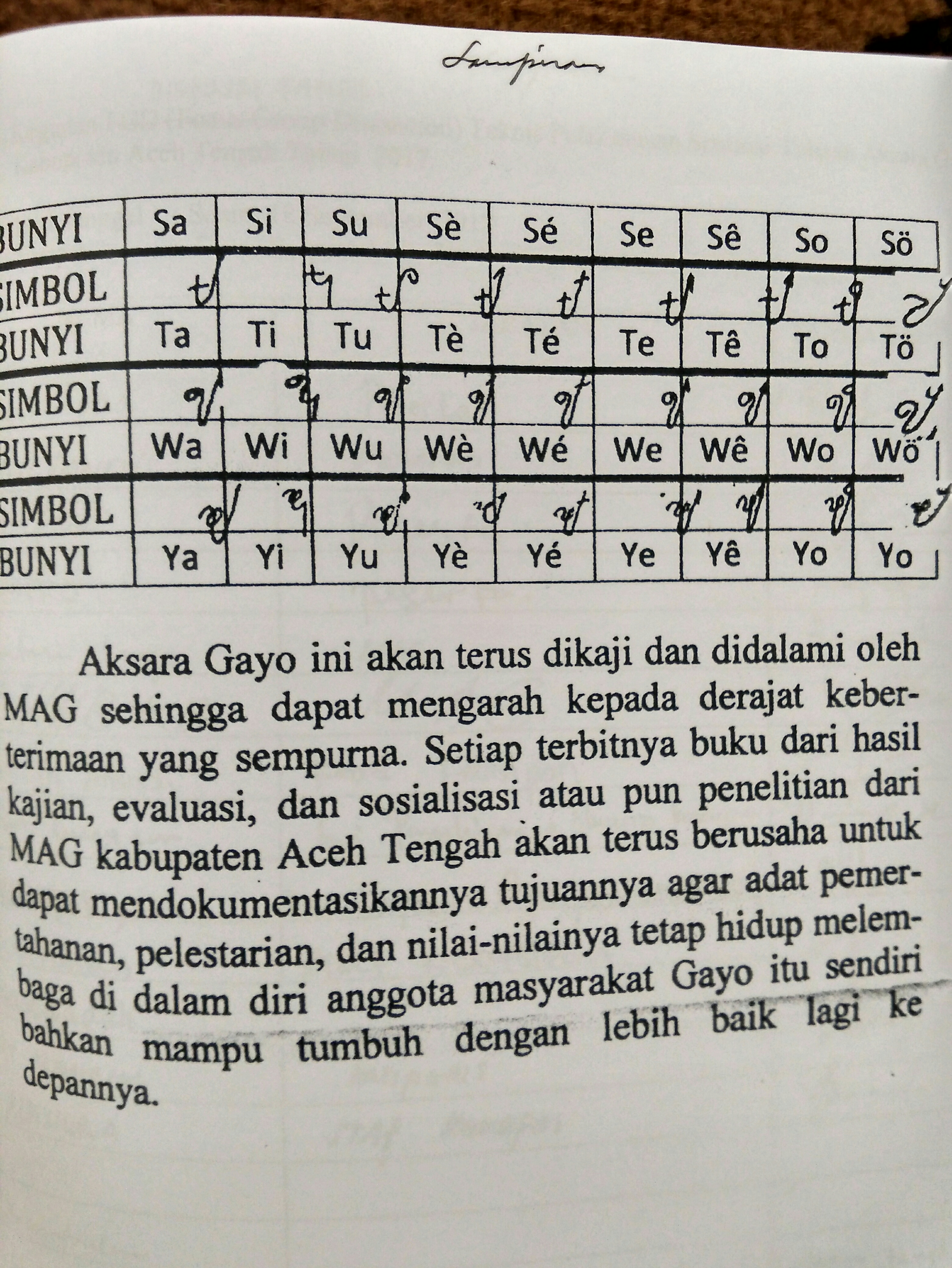
Образец текста на языке гайо.

Гайо (индон. Bahasa Gayo) — язык, который входит в состав австронезийской семьи, распространён в провинции Ачех на севере Суматры.
По данным Ethnologue, количество носителей данного языка составляло 300 тыс. чел. в 2000 году. В основном, на этом языке говорят в округа́х Гайолуэс, Бенермериах, Юго-Восточный Ачех, в городе Такенгон и др.
Согласно принятой классификации австронезийских языков, гайо относится к западнозондской зоне, к её раннесуматранской ветви. Он отличается от остальных языков Ачеха, впрочем, как отличается и культура самого народа гайо от культур соседних этносов. Выделяются следующие диалекты: дерет, сербеджади-лукуп, лут, луэс.
Первый словарь для этого языка был составлен в 1907 году для колониальных властей Голландской Ост-Индии.

## Фонология
a — как русское а
b — как русское б
c — как русское ч
d — как русское д
e — как a в английском слове ago
é — как русское э
ē — как русское э, но более открытый
g — как русское г
h — похож на русское х
i — как русское и
j — как русское дж
k — как русское к
l — как русское л
m — как русское м
n — как русское н
ny — как нь в слове каньон
ng — носовое н
o — как русское о, но полуоткрытый
ō — как русское о
p — как русское п
r — как русское р
s — как русское с
t — как русское т
u — как русское у
w — как английское w (краткий у)
y — как русское й